# Кубок Испании по футболу 1990/1991
Кубок Испании по футболу 1990/1991 — 87-й розыгрыш Кубка Испании по футболу выиграла Атлетико Мадрид. Этот кубок стал седьмым в истории команды.
Соревнование прошло в период со 5 сентября 1990 по 29 июня 1991 года.

## Результаты матчей

### 1/4 финала
| Команда 1       | Итог | Команда 2       | 1-й матч | 2-й матч |
| --------------- | ---- | --------------- | -------- | -------- |
| Реал Вальядолид | 1:2  | Атлетико Мадрид | 0:2      | 1:0      |
| Логроньес       | 2:3  | Спортинг Хихон  | 2:0      | 0:3      |
| Севилья         | 0:7  | Барселона       | 0:4      | 0:3      |
| Валенсия        | 2:3  | Мальорка        | 1:0      | 1:3      |

### 1/2 финала
| Команда 1      | Итог | Команда 2       | 1-й матч | 2-й матч |
| -------------- | ---- | --------------- | -------- | -------- |
| Барселона      | 3:4  | Атлетико Мадрид | 0:2      | 3:2      |
| Спортинг Хихон | 0:2  | Мальорка        | 0:1      | 0:1      |

### Финал
| 29 июня, 1991 год | \| Атлетико Мадрид \| 1:0 (дополнительное время) \| Мальорка \| \| Альфредо 111′ \| Голы \| \| | Сантьяго Бернабеу, Мадрид Зрителей: 60 000 |
| Атлетико Мадрид   | 1:0 (дополнительное время)                                                                     | Мальорка                                   |
| Альфредо 111′     | Голы                                                                                           |                                            |